# Željeznički kolodvor Pula
Željeznički kolodvor Pula izgrađen je 1876. godine, čime je dovršena zadnja dionica istarske pruge odnosno odvojka željeznice od Divače do Pule. Zgrada kolodvora smještena je u podnožju Monte Ghira na samoj obali Puljskog zaljeva. Kolodvor funkcionira kao putnički, teretni i ranžirni. Posljednjih godina promet je na njemu smanjenog intenziteta zbog odsječenosti istarskih željeznica od ostatka hrvatske željezničke mreže do koje je došlo osamostaljivanjem Hrvatske i Slovenije. Dugo u planu je izgranja željezničkog tunela kroz Ćićariju, no radovi na tom projektu su već dugo vremena zamrznuti na neodređeno vrijeme.
Od željezničkog kolodvora u Puli nastavlja se industrijski kolosijek za Brodogradilište Uljanik koji ujedno spaja otok Uljanik, jedini hrvatski otok povezan željeznicom s kopnom.

## Više informacija
- Pula
- Istarske pruge